# Symphyodon pygmaeus
Symphyodon pygmaeus là một loài rêu trong họ Daltoniaceae. Loài này được Broth. S. He & Snider mô tả khoa học đầu tiên năm 1992.